# ناوالین
ناوالین (به صربی: Navalin) یک منطقهٔ مسکونی در صربستان است که در لسکواس واقع شده‌است. ناوالین ۸۹۸ نفر جمعیت دارد.